# Église Saint-Georges de Beckenham
Pour les articles homonymes, voir Église Saint-Georges.
L' église Saint-Georges de Beckenham est l'église paroissiale de l'Église d'Angleterre de Beckenham, dans le borough londonien de Bromley (jusqu'en 1965 dans le Kent), et le diocèse anglican de Rochester. Elle est classée au patrimoine mondial de l'UNESCO.
À l'origine médiévale, elle a été largement reconstruite. Elle possède un porche en bois du XIIIe siècle qui serait le plus ancien d' Angleterre,.

## Histoire
L'église est construite au XIIe siècle. Elle est reconstruite entre 1885 et 1887 par l'architecte local W. Gibbs Bartleet en pierre de taille avec parement en pierre de taille. La tour sud-ouest à pinacle est le point central de la High Street et a été achevée en 1902-1903. L'église a subi des dommages pendant la Seconde Guerre mondiale à la suite de deux bombes volantes V-1 , les 2 et 27 juillet 1944. Le vitrail moderne a été créé entre 1963 et 1966 par Thomas Freeth.

## Description
L'église est construite dans le style décoré du début du XIVe siècle. L'élément le plus marquant est la tour, construite en quatre étapes avec des contreforts d'angle et se terminant par un parapet crénelé avec des pinacles aux coins et également au milieu de chaque côté.
À l'extrémité ouest de la nef se trouve un narthex avec une tête à pignon au centre. Dans le mur ouest de la nef se trouve une très grande fenêtre remplie d'un cercle de tracés fluides complexes. La nef possède un clair-étage avec des paires de fenêtres à deux lumières dans chaque travée avec des tracés fluides tandis que les bas-côtés ont des fenêtres à trois lumières avec des traceries décorés variés. Les transepts ont de grandes fenêtres avec une imposte : chacune a un dessin différent dans le tracé mais dans les deux cas basé sur un cercle. À l'extrémité est, le chœur a un parapet bas percé de trèfles, une abside à cinq pans et des pinacles à crochets aux angles de l' abside. Le toit au-dessus de la nef a des poutres en marteau et celui au-dessus du chœur est en forme de quille.
L'élément le plus ancien est un font baptismal carré du XIIe ou XIIIe siècle, très endommagé. Il se trouvait à l'origine dans l'ancienne église (il a été retiré vers 1801 et restitué en 1876). Le font baptismal utilisé aujourd'hui est un font baptismal octogonal classique de l'époque victorienne. Dans l'abside de la chapelle de la Vierge se trouve une piscine avec une crédence qui provient également de l'église précédente. De nombreux bancs et stalles victoriens subsistent. La chaire est polygonale, a des côtés ouverts et repose sur une base en pierre de 1906.
Il y a des vitraux victoriens dans un certain nombre de fenêtres, notamment la grande fenêtre ouest et celle du mur sud du transept sud. Beaucoup ont été perdus pendant la Seconde Guerre mondiale et un remplacement important a eu lieu à partir de 1960 environ. L'artiste est Thomas Freeth, professeur d'art à la Beckenham Art School. Sa première œuvre était la fenêtre ouest de l'ancien baptistère et ses dessins remplissent les fenêtres de l'abside et treize autres fenêtres dans toute l'église.
Les nombreux monuments, dont beaucoup sont d'une qualité exceptionnelle, ont été réalisés par des tailleurs de pierre tels que Thomas Adye, John Hickey, John Flaxman, Frances Chantrey, Henry Weekes et Gaffin, et ont été transférés de l'ancienne église à la nouvelle, tout comme la plaque commémorative. William, Lord Auckland, a son mémorial dans l'église et a été enterré dans le cimetière, qui comporte un certain nombre de pierres tombales du XVIIIe siècle.